# Front Popular d'Alliberament d'Eritrea
El Front Popular d'Alliberament d'Eritrea (FPLE, en anglès: EPLF) fou una organització política i militar Eritrea, creada per dissidents cristians i musulmans progressistes del Front d'Alliberament d'Eritrea (FLE en anglès ELF). Bé que fundada oficialment el febrer de 1972, l'organització havia emergit abans a través de diverses operacions.

## Història
El 1967, trenta-tres homes van fer sis mesos d'entrenament a la Xina, incloent-hi Isaias Afwerki, un estudiant d'enginyeria que havia deixat la Universitat Haile Selassie I (Universitat d'Addis Abeba ) el 1966 per unir-se al Front d'Alliberament d'Eritrea (ELF), i Romodan Mohammed Nur, que havia esdevingut comissari de la Quarta Zona després d'entrenament militar a Síria. Cuba també va rebre deu persones, entre elles Ibrahim Affa, un hàbil excomando de la marina, el 1968. En tornar, aquests homes van millorar les capacitats de combat del front, però també van intensificar els conflictes i les disputes internes.

### dècada del 1970

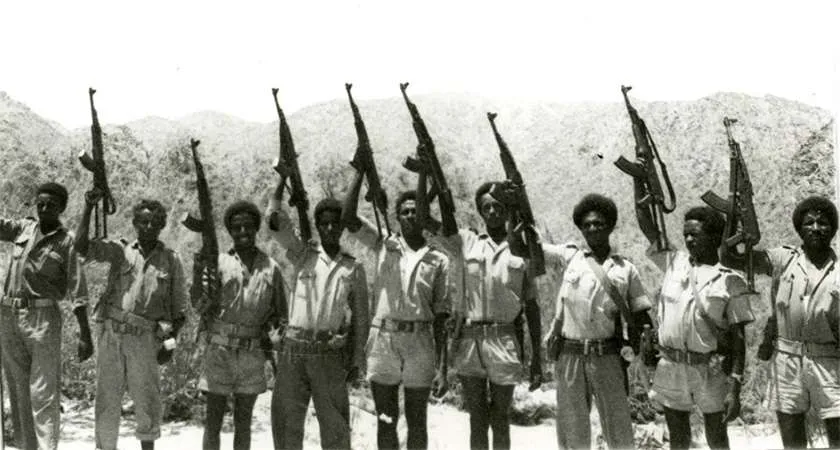
Combatents de l'EPLF.

Desil·lusionats amb els líders incompetents i enemistats, molts joves dissidents van abandonar l'ELF, formant organitzacions rivals. Les disputes polítiques van començar a destruir l'ELF des de dins, i alguns dissidents que no van abandonar l'organització van ser assassinats. Els esforços de rectificació i unitat van fracassar, cosa que va conduir a l'aparició del Front d'Alliberament Popular d'Eritrea (EPLF) l'agost de 1973, conegut oficialment com a Shaabia ("popular" en la seva abreviatura àrab) el 1977. Liderat per Isaias i Ramadan, l'EPLF va trobar refugi a les muntanyes del Sahel, repel·lint amb èxit repetits atacs de Nakfa, una ciutat guarnició en un altiplà elevat. Per evitar repetir els errors de l'ELF, es van assegurar que els membres no només rebessin formació militar sinó també política. Tots els membres van rebre la mateixa educació, independentment dels seus orígens, per mantenir un sentit d'igualtat.

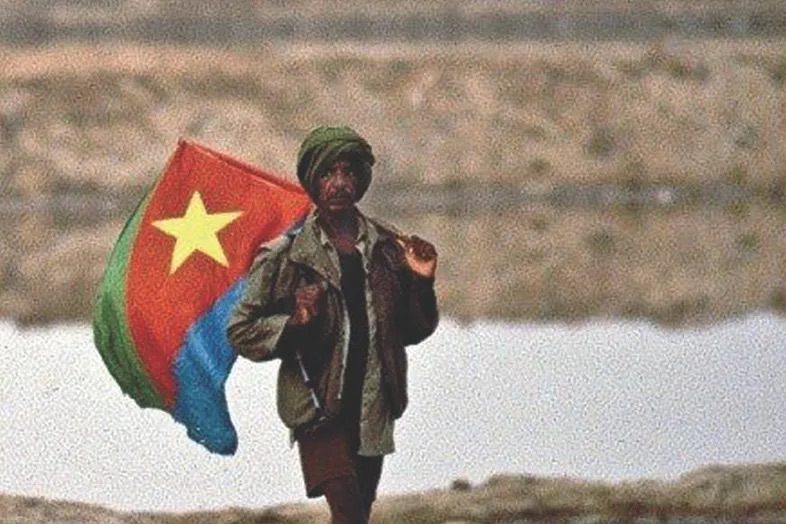
Combatent de l'EPLF.

L'EPLF va afrontar reptes immediats, inclosa una declaració de guerra per part de l'ELF a mitjans de 1972, que va portar a la "primera guerra civil" que va acabar de manera no concloent el 1974. La dissensió interna dins de l'EPLF, alimentada per acusacions de pràctiques autoritàries i deficiències militars, va ser sufocada per Isaias, cosa que va resultar en l'execució d'onze membres a l'agost de 1974. Aquest esdeveniment va contribuir a la centralització i l'enfocament de seguretat de l'EPLF. La Revolució Etíop va canviar l'equilibri a Eritrea, i una treva temporal va permetre ofensives conjuntes dels fronts el 1976.
El Primer Congrés de l'EPLF va tenir lloc el gener de 1977 i va establir formalment les polítiques d'aquesta nova organització. En aquesta primera reunió, Romodan Mohammed Nur va ser elegit secretari general i Isaias secretari general adjunt. Aquest programa tenia com a objectiu específic la liberalització dels drets de les dones, així com una àmplia política educativa per mantenir totes les llengües i millorar l'alfabetització. També es va establir que els límits d'un estat eritreu es basarien en els tractats colonials d'Itàlia.
De 1975 a 1977, l'ELF i l'EPLF van superar en nombre l'exèrcit etíop i van envair gran part d'Eritrea. Només Asmara, Barentu i els ports d'Assab i Massawa van romandre sota control governamental. Tanmateix, amb la carretera entre elles tallada, Asmara i Massawa estaven pràcticament assetjades. Les esperances d'una victòria nacionalista, suscitades pels èxits dels insurgents i la por al Terror Roig, van impulsar milers de joves i joves als fronts, principalment a l'EPLF. Com que la majoria dels nous reclutes eren cristians, la societat de les terres altes ja no era perifèrica en el conflicte. L'èxit dels insurgents es va deure més a la debilitat del govern que a la seva pròpia força. Una contraofensiva el 1978 va conduir a la retirada estratègica de l'EPLF, establint una línia defensiva el 1979.
Etiòpia va tenir l'avantatge del suport soviètic a partir del 1977, que va ascendir a més d'11.000 milions de dòlars en finançament militar i armes al final de la guerra. D'altra banda, l'EPLF se'n sortia bé monetària i militarment, amb la major part dels seus fons provinents de la diàspora eritrea i la major part dels seus subministraments de la confiscació d'armes etíops després de les batalles.

### dècada del 1980

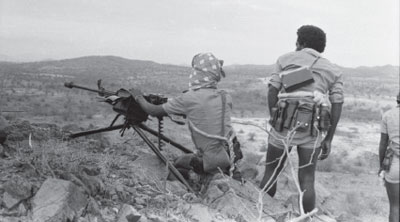
L'EPLF lluita amb les forces etíops.

Els fronts van patir una pausa en els combats entre 1980 i 1981, amb l'exèrcit involucrat en operacions contra els rebels. La pau inestable entre els fronts es va esfondrar a l'agost de 1980, donant lloc a la "segona guerra civil", on l'ELF va ser derrotat decisivament un any després amb l'ajuda del Front d'Alliberament Popular de Tigray (TPLF). Alguns combatents de l'ELF es van unir al bàndol guanyador, i els del Sudan van ser desarmats. L'ELF va deixar de ser una organització efectiva a mitjans de la dècada de 1980, però va continuar operant esporàdicament a Eritrea. L'EPLF va emergir com la força dominant, derrotant operacions importants el 1982 i el 1983. El 1988, l'EPLF va aconseguir una victòria històrica, que va marcar la derrota del règim militar i el camí cap a la independència d'Eritrea. L'estructura organitzativa i les idees rectores van tenir un paper crucial en l'èxit de l'EPLF.
Entre febrer i juny de 1982, més de 80.000 soldats etíops van llançar una sèrie d'ofensives conegudes com la Campanya de l'Estrella Roja en un intent d'aixafar l'EPLF. Malgrat aquests esforços, les forces governamentals van ser frustrades per l'EPLF. En lloc d'aixafar l'EPLF, l'operació fallida va tenir l'efecte contrari, enfortint-la. Aquest resultat va provocar un augment del fervor entre el poble eritreu, que es va unir darrere l'EPLF.

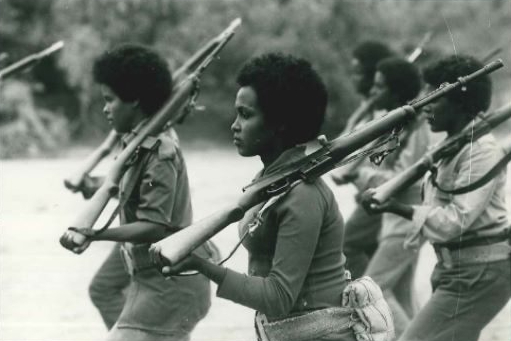
Dones lluitadores de l'EPLF.

El 1981, les tropes del FPLE van expulsar les últimes unitats del FLE al Sudan i en endavant van ser els únics que van combatre realment als etíops. Els guerrillers van resistir totes les temptatives del Derg i els seus aliats soviètics. El FPLE, que es va fer fort a la província septentrional del Sahel, va posar en funcionament serveis socials d'una qualitat poc habitual a l'Àfrica. Escoles, hospitals i camps de refugiats foren construïts i protegits pel FPLE, que va insistir a fer una doble lluita, armada i social. D'obediència marxista, el FPLE es va esforçar per aconseguir l'auto-suficiència. Era un moviment igualitarista on el 30% dels quadres eren dones, el que va tenir un impacte social extraordinari en la conservador societat de camperols eritreus. El FPLE es va destacar pel seu bon tracte als presoner etíops tot i que els seus presoners no rebien el mateix tractament. L'octubre de 1986 es va celebrar el segon Congrés de l'organització on es va reunificar amb un petit grup escindit conegut com a Front Popular d'Alliberament d'Eritrea-Comandament Central (fou anomenat el Congrés de la Unitat)
Creixent a partir d'uns quatre-cents homes organitzats en esquadrons, l'EPLA es va convertir en una força formidable a mitjans dels anys vuitanta. El component de combat principal eren les forces mòbils estratègiques, que consistien en unitats permanents com brigades i divisions. La unitat operativa més petita era el mesre (esquadró), seguit del ganta (peló), el hayli (companyia) i el bottoloni (batalló). La brigada, formada per tres batallons, va ser la unitat més gran fins a mitjans de la dècada de 1980, quan va ser superada per la divisió. Sorprenentment, gairebé un terç de la força total de l'EPLA i el 15% de les seves unitats de combat de primera línia eren dones, cosa que desafiava els rols de gènere tradicionals. No obstant això, les dones van continuar estant infrarepresentades en els càrrecs de lideratge. Les unitats especialitzades dins de l'EPLA van emprar eficaçment tàctiques de guerrilla i convencionals. A finals de la dècada de 1980, l'EPLA constava de sis divisions, catorze brigades d'infanteria, quatre brigades mecanitzades i diverses unitats especialitzades.

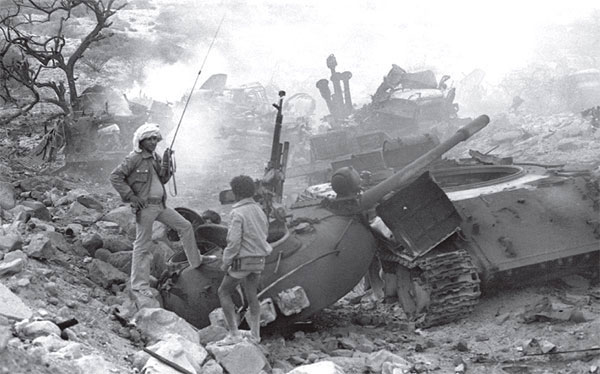
Tancs etíops destruïts després de la batalla d'Afabet, on va guanyar l'EPLF, 1988.

L'EPLF, dirigit per un estat major encapçalat per Sebhat Ephrem després de 1987, va emfatitzar la descentralització i la iniciativa local durant les tàctiques de guerrilla defensiva. El comandament es va centralitzar més durant les ofensives convencionals. Els insurgents confiaven en equipament lleuger i portàtil, amb l'AK-47 com a arma individual principal. Abandonar l'EPLF era pràcticament impossible, i es van denunciar casos de segrest i reclutament forçós. Entre 1979 i 1983 es van utilitzar nens soldats, reclutats des de només deu anys, però aquesta política es va abandonar a causa de crítiques internes i externes.
El Segon Congrés, el 1987, va reunir l'EPLF i el Front d'Alliberament d'Eritrea/Lideratge Central (també anomenat de vegades Comandament Central, CC) en el que es va anomenar el Congrés de la Unitat. Aquesta va ser la culminació de negociacions de més de tres anys que havien unit les dues forces de combat a l'octubre de 1986, sota un comandament unificat. En aquest congrés, Isaias Afewerki va substituir el secretari general Ramadan Nur. Posteriorment, el moviment va abandonar la major part de la seva ideologia anteriorment marxista-leninista, en favor d'un concepte revolucionari d'esquerres propi i d'un enfocament més complet i pragmàtic per unir tots els nacionalistes eritreus. Aquest plantejament es va anomenar "Programa Democràtic Nacional" i incloïa objectius per a la creació i el desenvolupament d'Eritrea. Consistia en un pla d'11 punts, el primer dels quals era la formació de la nació. Els següents punts emfatitzaven la protecció dels drets polítics, socials i religiosos, i l'últim era una crida a una posició neutral en política exterior.

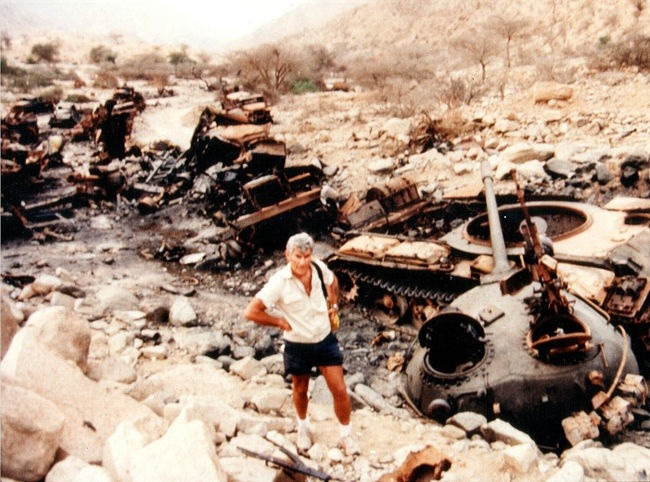
Tancs etíops destruïts, 1988.

Des de 1987, el FPLE llançà la seva gran ofensiva d'alliberament d'Eritrea. Afabet i Tessenei van caure el 1988, Massawa el 1990, i Dekemhare i finalment la capital Asmara el 24 de maig de 1991. El FPLE va establir el Govern Provisional d'Eritrea, i d'acord amb el nou règim etíop, va preparar el referèndum d'autodeterminació, que tindria lloc l'abril de 1993, i fou sotmès a plebiscit pel poble eritreu.
L'EPLF va obtenir la seva victòria més contundent el març de 1988 a la batalla d'Afabet . Va destruir la guarnició etíop més formidable del nord d'Eritrea i va marcar un moment crucial, desencadenant una cadena d'esdeveniments que van conduir a la victòria total tres anys després. Després d'Afabet, el front es va convertir en una força insurgent pràcticament imparable quan va començar la seva campanya dirigida al port estratègic de Massawa. L'exèrcit etíop, atrapat en una crisi latent i plagat de divisions internes, va subestimar la resistència, l'habilitat i l'adaptabilitat dels rebels. Af Abet, un dels tres punts d'inflexió crucials en la guerra d'Eritrea, va debilitar greument la capacitat militar per fer la guerra i va presagiar la caiguda de la dictadura, preparant el camí per a la independència d'Eritrea. La importància estratègica de la batalla s'ha comparat amb el triomf vietnamita contra els francesos a Diebienphu. A mesura que el seu èxit creixia, l'EPLF va començar a atraure una onada de nou suport.

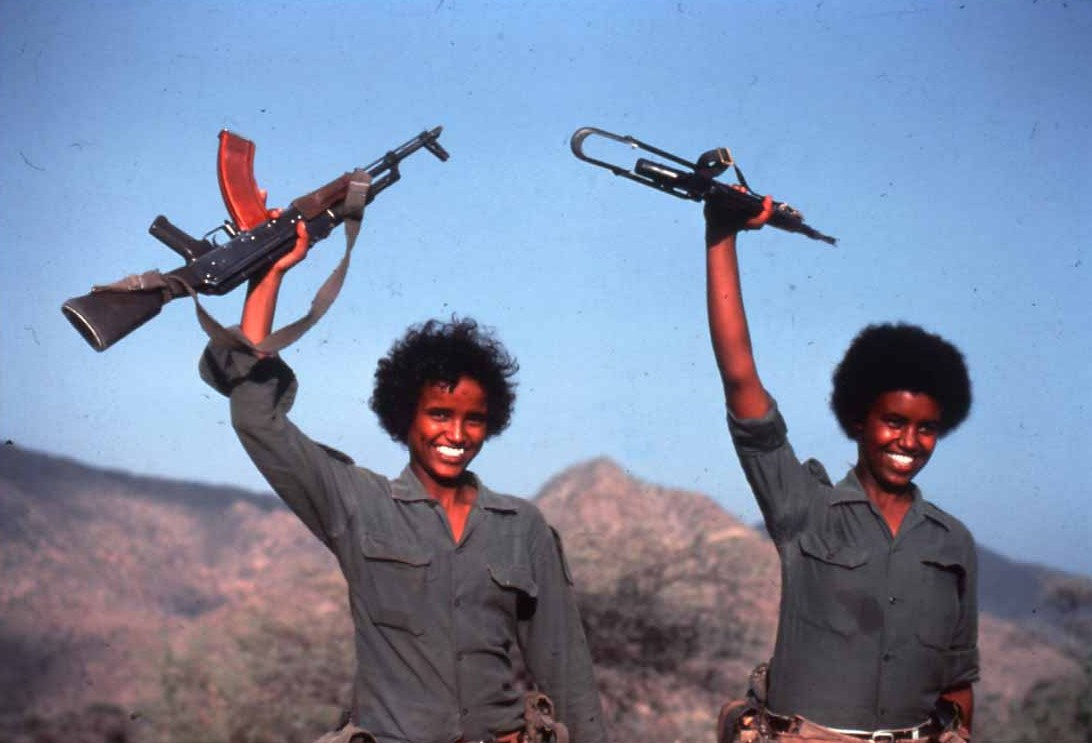
Els combatents de l'EPLF celebren la caiguda del règim de Derg.

Després d'una altra derrota a Shire el 1989, l'EPLF va passar a l'ofensiva el 1990 dirigida a Massawa. Aquesta ofensiva es va conèixer com a Batalla de Massawa i va resultar en la presa de la ciutat per part de l'EPLF i la derrota de la guarnició etíop. La derrota va ser completa, catastròfica i irreversible. Ni tan sols els bombardejos venjatius, que van persistir fins a finals de març i van provocar la destrucció de nombrosos edificis històrics islàmics, van poder alterar el desastrós resultat. Isaias Afewerki, líder de l'exèrcit victoriós, hi està d'acord, reconeixent-ho com una victòria del major valor estratègic en la història de la lluita.
Després de la independència el Front fou el moviment dirigent de la societat eritrea. Va celebrar el seu tercer congrés el 1994 a Asmara i va convertir l'organització política-militar en purament polític. En aquell moment, l'organització tenia 95.000 membres.  En aquest Congrés, el nom de l'organització va ser canviat a Front Popular per la Democràcia i la Justícia (PFDJ) que governa a Eritrea com a partit únic.

## Llista dels secretaris generals del FPLE
| Secretari general del FPLE | inici del mandat | final del mandat |
| -------------------------- | ---------------- | ---------------- |
| Issayas Afeworki           | 1971             | 1977             |
| Romedan Mohammed Nur       | 1977             | 1987             |
| Issayas Afeworki           | 1987             | 1994             |